# هنري ساندز بروكس
هنري ساندز بروكس (بالإنجليزية: Henry Sands Brooks)‏ هو شخصية أعمال أمريكي، ولد في 8 سبتمبر 1772، وتوفي في 21 ديسمبر 1833.